# Arogno
Arogno es una comuna suiza del cantón del Tesino, situada en el distrito de Lugano, círculo de Ceresio. Limita al norte con la ciudad de Lugano, al noreste con la comuna de Lanzo d'Intelvi (IT-CO), al este con Pellio Intelvi (IT-CO), al sur con Rovio, al suroeste con Maroggia, y al oeste con Bissone y Campione d'Italia (IT-CO).

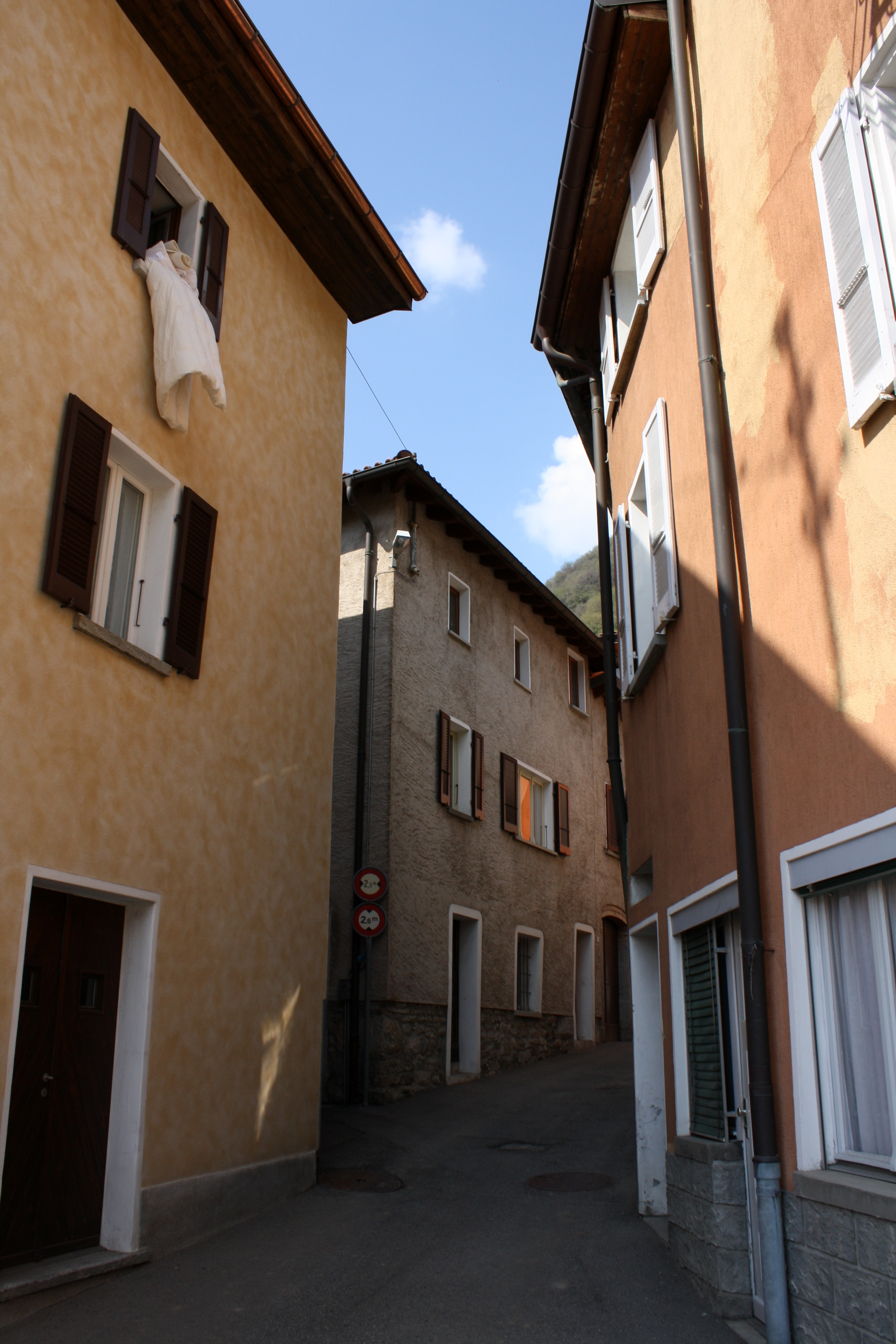
Vista de una calle de Arogno.